# Hohenecken
Hohenecken ist ein Stadtteil der kreisfreien Großstadt Kaiserslautern in Rheinland-Pfalz.  Über dem Stadtteil, der bis 1969 als selbständige Gemeinde dem Landkreis Kaiserslautern angehörte, thront die Burg Hohenecken. Der Ort besaß eine Haltestelle an der 1913 eröffneten Biebermühlbahn, die zwischenzeitlich aufgegeben wurde, ab 2017 aber wieder in Betrieb kam.

## Geographie

### Lage
Hohenecken liegt im Pfälzerwald. Folgende Kaiserslauterer Ortsteile beziehungsweise Gemeinden grenzen an Hohenecken: Dansenberg, Trippstadt, Stelzenberg, Schopp, und Breitenau. Zum Stadtteil gehören außerdem die Wohnplätze Espensteig, Hohenecker Mühle und Jagdhaus. Die nächsten größeren Städte, abgesehen von Kaiserslautern, sind Ludwigshafen am Rhein, etwa 70 km östlich, Mainz etwa 80 km nordöstlich und Saarbrücken etwa 70 km westlich.

### Erhebungen und Gewässer

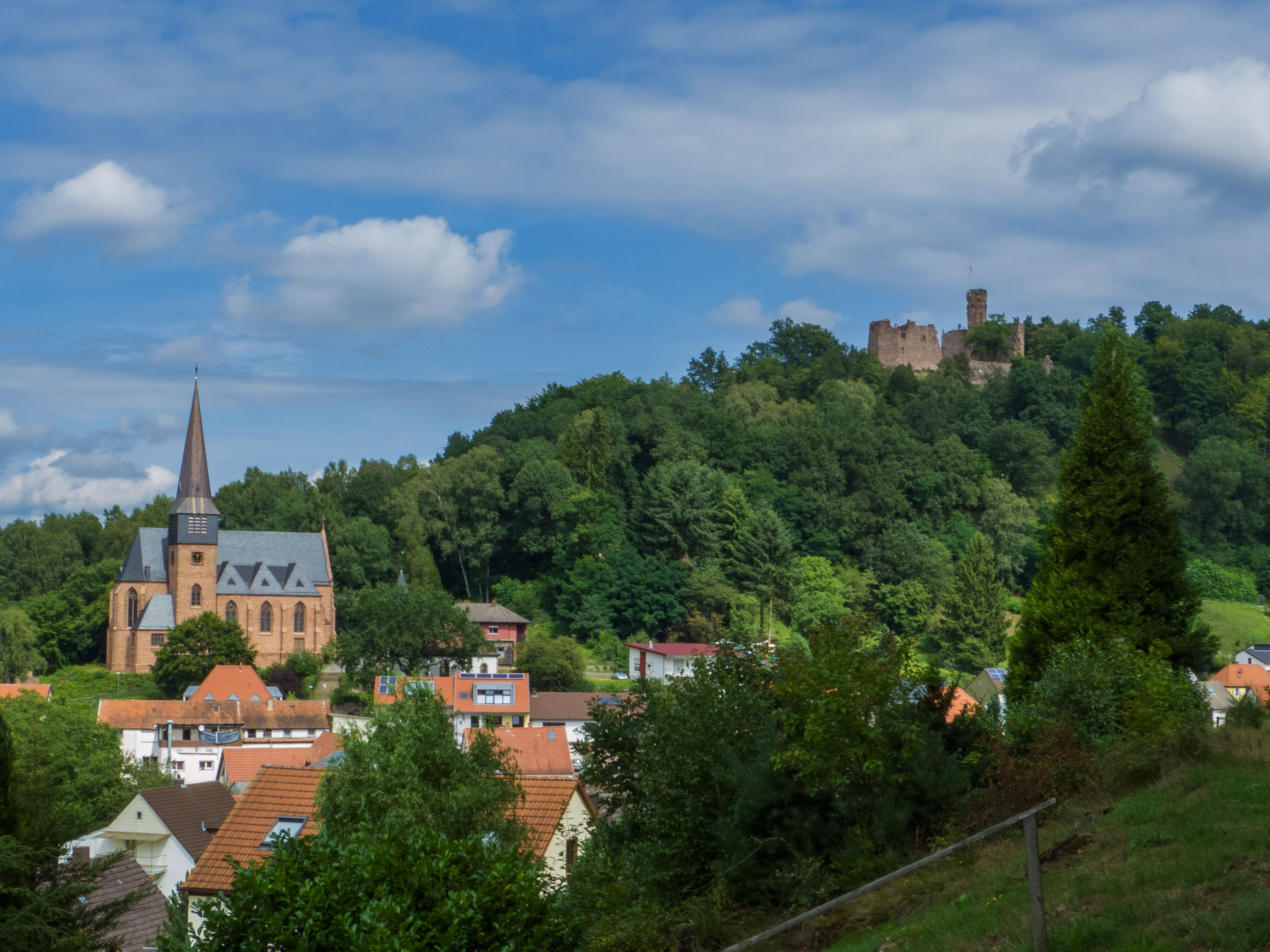
Hohenecken, rechts der Schlossberg

Unmittelbar östlich des Ortes erhebt sich der 386,5 Meter hohe Schlossberg. Der Hoheneckermühlbach durchfließt den Ort in Nord-Süd-Richtung; zwei Kilometer südlich des Siedlungsgebiets ist er zum Gelterswoog aufgestaut. Ganz im Süden der Gemarkung verläuft der Aschbach.

### Klima
Hohenecken liegt innerhalb der gemäßigten Klimazone mit Niederschlägen zu allen Jahreszeiten. Im Vergleich zu anderen Regionen Deutschlands hat Hohenecken ein recht warmes und sehr sonniges Klima. Durch die Lage im Lee von Hunsrück und Eifel werden Niederschläge bei Nordwestwetterlagen meist abgehalten.
| Monat   | Jan   | Feb   | Mär   | Apr   | Mai   | Jun   | Jul   | Aug   | Sep   | Okt   | Nov   | Dez   |
| Maximal | 04 °C | 05 °C | 10 °C | 13 °C | 19 °C | 22 °C | 25 °C | 25 °C | 20 °C | 15 °C | 09 °C | 05 °C |
| Minimal | −1 °C | −2 °C | 02 °C | 03 °C | 08 °C | 12 °C | 14 °C | 13 °C | 09 °C | 06 °C | 03 °C | 01 °C |

## Geschichte

### Entwicklung bis zur frühen Neuzeit
Gegen Ende des 12. Jahrhunderts begann vermutlich der Bau der Burg Hohenecken (mittellateinisch/mittelhochdeutsch castro hônecke), zu Beginn des 13. Jahrhunderts wurde sie einem Kaiserslauterer Ministerialengeschlecht verliehen, das sich fortan „von Hoheneck“ nannte. Zu der Burg gehörte die sich über mehrere Dörfer erstreckende Herrschaft Hohenecken mit der am Fuße des Burgberges entstandenen Talgemeinde Hohenecken, mit Erfenbach, Espensteig, Siegelbach und Stockweiler. Burg und Herrschaft galten noch nach Jahrhunderten als Reichslehen. Im Bauernkrieg wurde die Burg Hohenecken von aufständischen Bauern eingenommen.
Im Jahre 1668 erfolgte der Verkauf von Burg und Herrschaft Hohenecken an den Herzog von Lothringen. Die Burg wurde 1688 im Orleans’schen Krieg von französischen Truppen zerstört. 1733 trat Herzog Franz Stephan von Lothringen, der Gemahl der Kaiserin Maria Theresia, Burg und Herrschaft im sogenannten Falkensteiner Vertrag im Austausch gegen andere Gebietsteile an die Kurpfalz ab. Die Herrschaft wurde dem Oberamt Lautern unterstellt und dauerte bis Ende des 18. Jahrhunderts.

### Jüngere Geschichte
Von 1798 bis 1814, als die Pfalz Teil der Französischen Republik (bis 1804) und anschließend Teil des Napoleonischen Kaiserreichs war, war Hohenecken in den Kanton Kaiserslautern eingegliedert und unterstand der Mairie Kaiserslautern. Im selben Jahr wurde die Gemeinde Österreich zugeschlagen. Bereits ein Jahr später wechselte der Ort wie die gesamte Pfalz in das Königreich Bayern. Hohenecken erhielt 1818 wieder eine selbstständige Bürgermeisterei. Von 1818 bis 1862 gehörte die Gemeinde dem Landkommissariat Kaiserslautern an; aus diesem ging das Bezirksamt Kaiserslautern  hervor.
Im Jahre 1882 wurden erste Pläne für einen Straßenbau zwischen Hohenecken und Kaiserslautern vorgelegt, welche 1892 realisiert wurden. Zudem wurde 1888 mit den Vorbereitungen für den Bau einer Straße nach Vogelweh begonnen. 1897 wurde die St.-Rochus-Kirche, erbaut durch Ludwig Becker, eingeweiht. Die Ortschaft war ab 1900 mit der Postkutsche erreichbar und verfügte ab 1905 über eine öffentliche Fernsprechzelle. Weitere technische Neuerungen kamen 1913 mit der Einweihung der Bahnstrecke Biebermühlbahn Biebermühle–Hohenecken–Kaiserslautern hinzu.
Ab 1939 war Hohenecken Bestandteil des Landkreises Kaiserslautern. Nach dem Zweiten Weltkrieg wurde der Ort innerhalb der französischen Besatzungszone Teil des damals neu gebildeten Landes Rheinland-Pfalz. Ab 1949 wurde mit dem Bau der amerikanischen Anlagen an der Vogelweh begonnen. Das Erfenbacher Sträßchen wird Hauptverkehrsverbindung von der Kaiserstraße zur Landstraße nach Pirmasens. Der Bau der Umgehungsstraße 1953 und die Verkehrsverbindungen durch die Städtischen Verkehrsbetriebe ab 1957 sowie die Einweihung der protestantischen Kirche und der Grundschule im selben Jahr bilden weitere Punkte in der historischen Entwicklung der Ortschaft. 1968 wurde die Schulturnhalle gebaut und 1969 die Grundschule erweitert. Im Zuge der ersten rheinland-pfälzischen Verwaltungsreform wurde die Gemeinde am 7. Juni 1969 in die kreisfreie Stadt Kaiserslautern eingegliedert, womit sie den gleichnamigen Landkreis verließ.

## Bevölkerung

### Religion

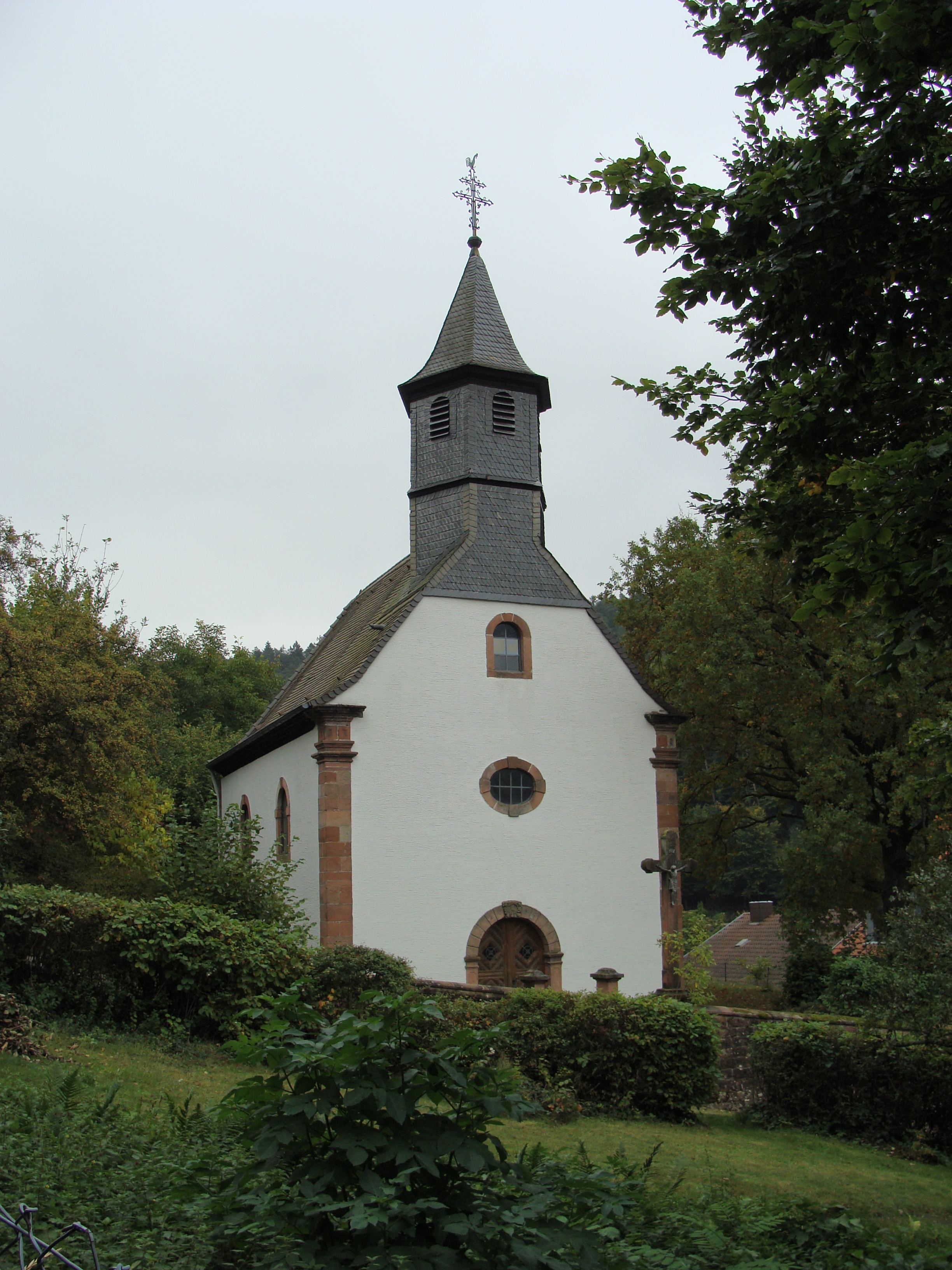
Rochuskapelle

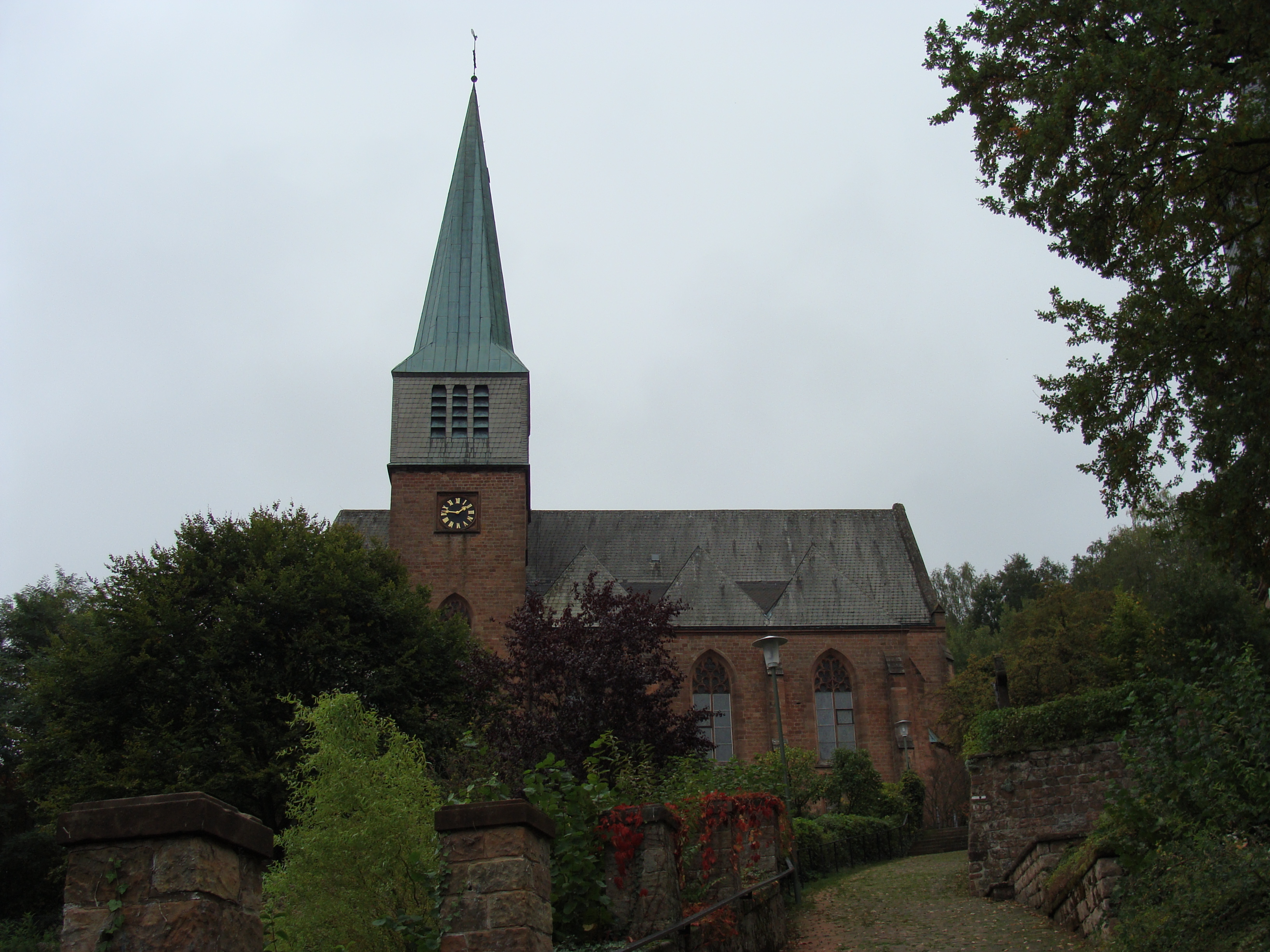
St. Rochus

Hohenecken verfügt über eine katholische, eine protestantische und eine evangelisch-freikirchliche Kirchengemeinde. Der Stadtteil Hohenecken war früher ein fast ausschließlich katholischer Ort; heute ist die Bevölkerung aufgrund der vielen Zuzüge konfessionell gemischt. 42,9 % der Gemeinde sind katholisch, 35,4 % der Gemeinde sind evangelisch, 4,5 % gehören anderen Religionen an und etwa 17,2 % gehören keiner Religion an.
Katholiken
Die katholische Pfarrgemeinde besteht seit 1878 als selbstständige Pfarrei.  Zum Seelsorgegebiet gehören außer Hohenecken noch die Breitenau, Espensteig und die Filialgemeinde Dansenberg. Nachdem die Rochuskapelle (1748 erbaut) für Kirchenbesucher zu wenig Raum bot, wurde 1896/97 die heutige Pfarrkirche St. Rochus im neugotischen Stil nach den Plänen des Architekten Ludwig Becker aus Köln gebaut. Die Kapelle und die Kirche bilden zusammen mit der Burg den optischen Mittelpunkt von Hohenecken, ein beliebtes Motiv für Maler und Fotografen. Das alte Pfarrhaus wurde 1965 den Hildegardisschwestern als Schwesternstation zur Verfügung gestellt. Dafür wurde im gleichen Jahr ein neues Pfarrhaus neben der Kirche erstellt. Seit 1974 hat die Pfarrei auch ein Pfarrheim. Der Gemeindesaal bietet 180 Besuchern Platz. Im Erdgeschoss sind drei Jugendräume untergebracht.
Protestanten
Die protestantische Kirchengemeinde entstand nach dem Zweiten Weltkrieg, denn durch die Neubaugebiete kamen viele Protestanten in den Ort. In den fünfziger Jahren konnte die Gemeinde dann eine Kirche bauen, die Gottesdienste in der Grundschule gehören seither der Vergangenheit an. Betreut werden die Protestanten vom Pfarramt Dansenberg aus. In den 1990er Jahren erfuhr die Gemeinde zwei wesentliche Veränderungen: Über das Dekanat wurde Hohenecken ein eigener Pfarrer zugeteilt, und mit dem Bau des im Oktober 1994 fertiggestellten Gemeindehauses erschlossen sich neue Möglichkeiten in der Gemeindearbeit.
Sonstige
Die evangelisch-freikirchliche Kirchengemeinde, die Hoffnungskirche Kaiserslautern, wurde erst 2004 gegründet. Fünf Jahre lang wurden die Gottesdienste in der alten Fahnenhalle in der Friedenstraße abgehalten, bis sie für die ständig steigende Zahl der Gottesdienstbesucher zu eng wurde. 2009 konnte ein eigenes großes Gebäude in der Landolfstraße erworben werden.
Im Unterwald 2a befindet sich eine Versammlungsstätte der Zeugen Jehovas.

### Einwohnerentwicklung
| Jahr | Einwohner |
| ---- | --------- |
| 1815 | 227       |
| 1998 | 4.320     |
| 2001 | 4.196     |
| 2004 | 4.035     |
| 2007 | 3.810     |
| 2013 | 3.537     |
| 2014 | 3.597     |
| 2016 | 3.654     |

### Bevölkerungsstruktur (2008)
| Ausländeranteil: | 8,4 % |
| Altersstruktur:  | 0–5 Jahre: 3,7 % 6–14 Jahre: 8,2 % 15–20 Jahre: 7,0 % 21–29 Jahre: 10,0 % 30–44 Jahre: 20,5 % 45–59 Jahre: 23,8 % 60 Jahre und älter: 26,8 % |

## Politik

### Ortsbeirat
Für den Ortsteil Hohenecken wurde ein Ortsbezirk gebildet. Dem Ortsbeirat gehören 15 Beiratsmitglieder an, die bei der Kommunalwahl am 9. Juni 2024 in einer personalisierten Verhältniswahl gewählt wurden, den Vorsitz im Ortsbeirat führt die direkt gewählte Ortsvorsteherin.
Für weitere Informationen zum Ortsbeirat siehe die Ergebnisse der Kommunalwahlen in Kaiserslautern.

### Ortsvorsteher
Heike Spies (SPD) wurde am 30. September 2024 Ortsvorsteherin von Hohenecken. Bei der Stichwahl am 23. Juni hatte sie sich mit einem Stimmenanteil von 56,1 % gegen den Amtsinhaber durchgesetzt, nachdem bei der Direktwahl am 9. Juni keiner der ursprünglich drei Bewerber eine ausreichende Mehrheit erreichen konnte. Bei der konstituierenden Sitzung am 30. September 2024 wurden Peter-Andreas Becker zum ersten Stellvertreter und Klaus Meckler zum zweiten Stellvertreter der Ortsvorsteherin gewählt.
Der Vorgänger von Heike Spies, Alexander Rothmann (CDU), hatte das Amt seit 2013 inne. Zuletzt bei der Direktwahl am 26. Mai 2019 war er mit einem Stimmenanteil von 53,50 % für weitere fünf Jahre wiedergewählt worden. Rothmanns erster Stellvertreter war Peter-Andreas Becker und seine zweite Stellvertreterin Antje Funck.

### Wappen
| Wappen von Hohenecken | Blasonierung: „In Rot ein silberner Schräglinkswellenbalken, oben begleitet von zwei über eins gestellten goldenen Ecksteinen, unten von einer vierblättrigen goldenen Rosenblüte.“ |
| Wappen von Hohenecken | |

## Sehenswürdigkeiten und Kultur

### Kulturdenkmäler

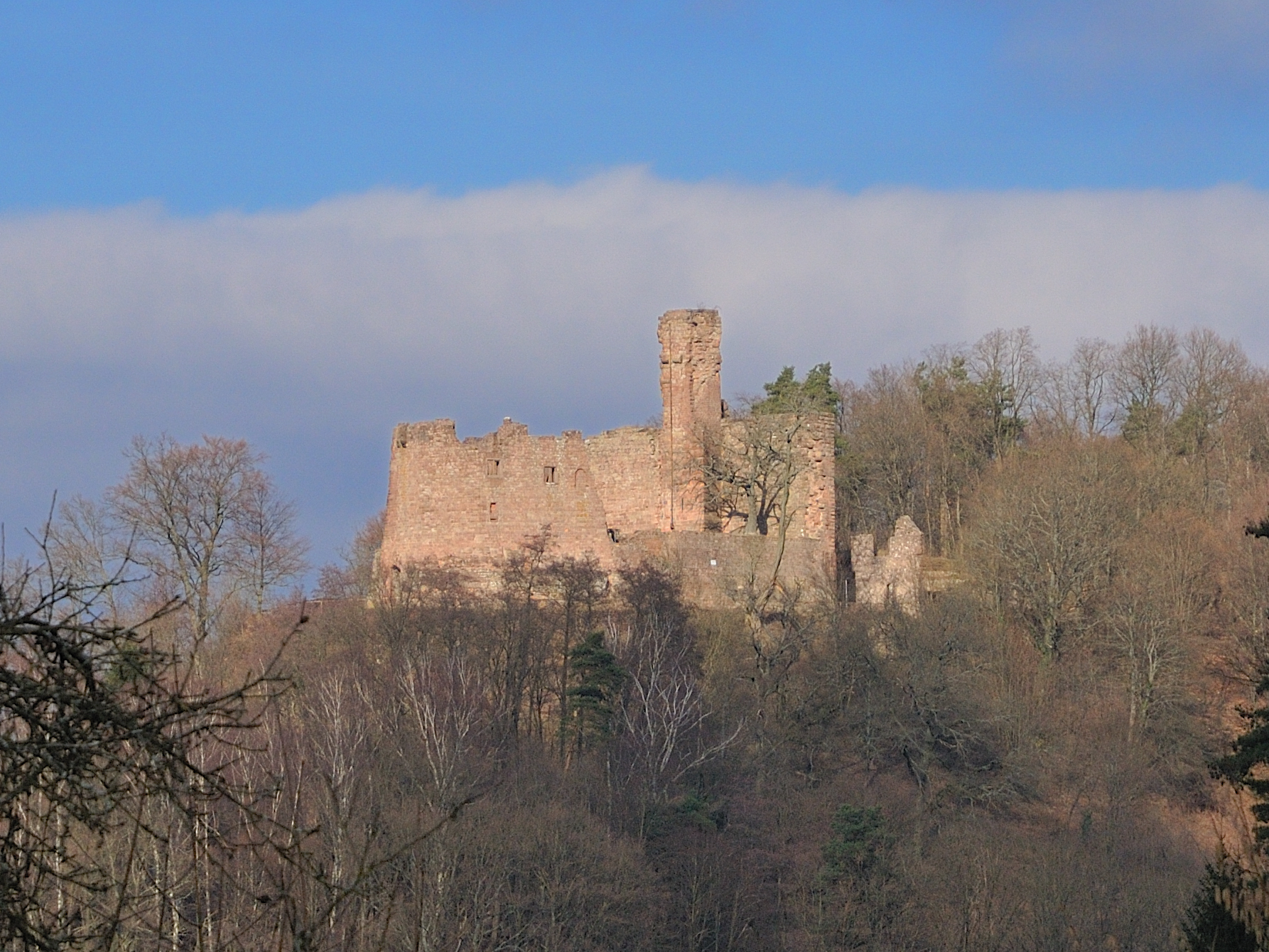
Denkmalzone Burg Hohenecken

Die Ruine der Stauferburg Hohenecken ist als Denkmalzone ausgewiesen. Sie entstand um 1200 und thront auf dem Schlossberg über dem Ort. Sie gilt unter Experten immer noch als eine der sehenswertesten Burgen der Stauferzeit.
In Hohenecken gibt es die Katholische Pfarrkirche St. Rochus (Schloßstraße 5) und die Katholische Rochuskapelle (Schloßstraße 7), die jetzt gelegentlich für Veranstaltungen genutzt wird.
Weitere denkmalgeschützte Objekte sind das ehemalige Forsthaus „Schlehhof“ (Burgherrenstraße 120) und das ehemalige Pfarrhaus bzw. Schwesternhaus der Schönstadt-Schwestern (Schloßstraße 3).

### Natur

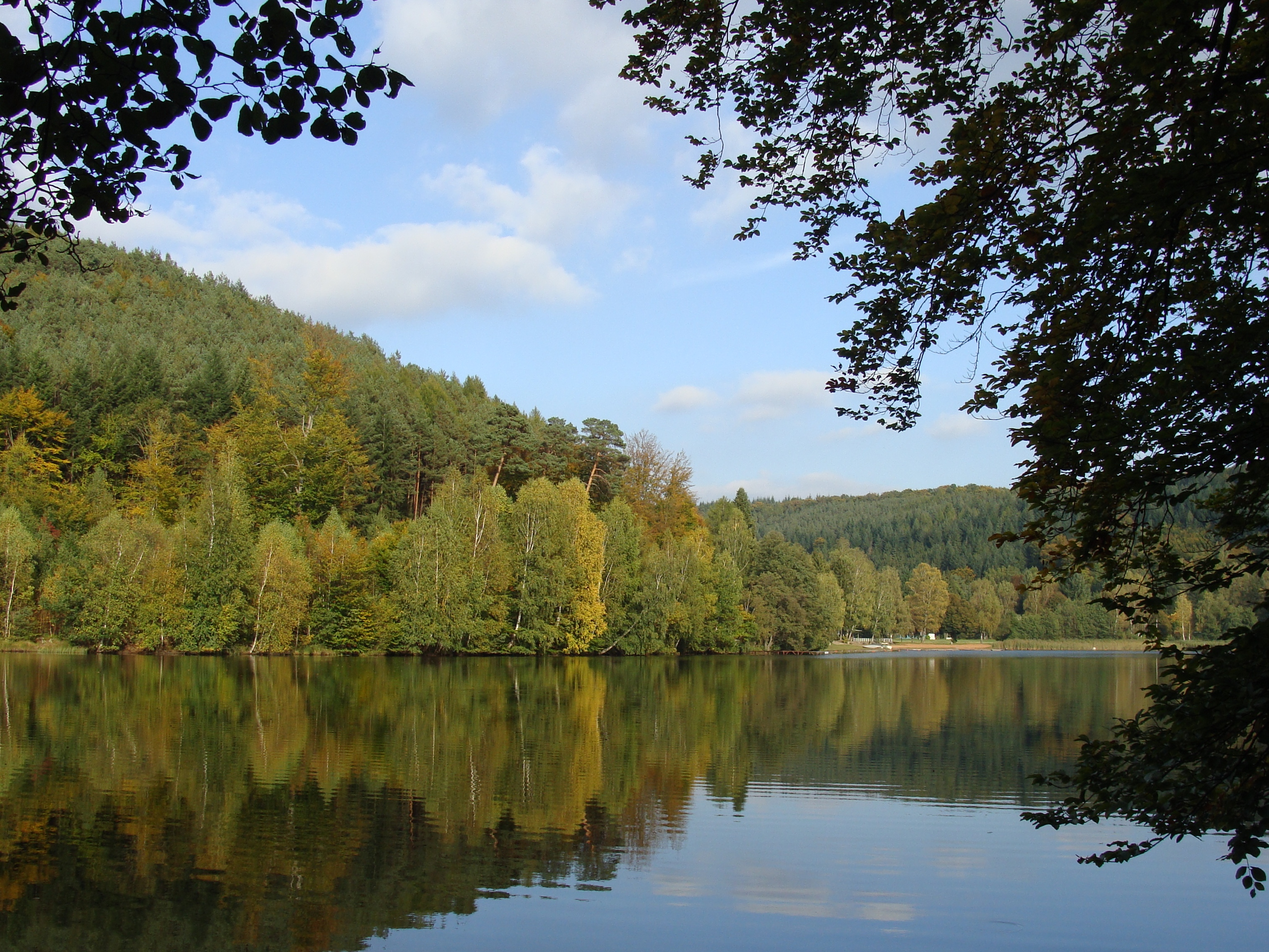
Gelterswoog

Im Bereich des Stadtteils befindet sich das Naturschutzgebiet Täler und Verlandungszone am Gelterswoog. Zudem ist der Gelterswoog als Naturdenkmal eingestuft. Bei ihm handelt es sich um einen Stausee, der im Mittelalter künstlich durch Aufstauung kleiner Bäche zwecks Züchtung von Fischen angelegt wurde. Inzwischen wird der Gelterswoog als Badesee genutzt, zudem ist er Trainingsgewässer für Kanuten und wird einmal jährlich für eine Kanuregatta genutzt. Am Südufer des Sees liegt ein Hotel.

### Veranstaltungen
In Hohenecken finden regelmäßig das katholische und protestantische Pfarrfest, das Feuerwehrfest, die Winterverbrennung und stets am letzten Augustwochenende eine Kerwe statt.
Zudem steht in Hohenecken die Burgherrenhalle, eine Mehrzweckhalle, die 1000 Besucher fasst. Dort finden ebenfalls regelmäßig Veranstaltungen statt.

### Vereine
In Hohenecken sind diverse Vereine ansässig. Der im Jahre 1924 gegründete Musikverein Hohenecken 1924 e. V. tritt mit einer Big Band bei Veranstaltungen und Umzügen mit Dixie-Musik, Swing und Pop auf. Für den Erhalt und die Aufwertung der Stauferburg Hohenecken tritt der Förderverein Burg Hohenecken e. V. ein. Des Weiteren gibt es noch den Vereinsring Hohenecken e. V. zur Förderung von Kultur und Sport im Stadtteil Kaiserslautern-Hohenecken, den Freundeskreis der Kita Burgkinder e. V. und den Förderverein der Grundschule Hohenecken e. V.

### Sport
In Hohenecken ist der Fußballverein TuS Hohenecken ansässig, der 2006 erstmals in die Oberliga Südwest aufstieg.
Des Weiteren gibt es drei Tischtennismannschaften, die dem TuS 1904 Hohenecken e. V. angeschlossen sind, die erste und zweite Mannschaft spielen in der Kreisliga Ost Herren und die dritte Mannschaft in der Kreisklasse A Ost Herren.
Seit dem Jahre 2006 treffen sich Laufbegeisterte zu Nordic Walking und Jogging an der „Lauftreff Hohenecken“-Haltestelle.

## Wirtschaft und Infrastruktur

### Wirtschaft
Hohenecken verfügt über mehrere Einzelhandels- und Gewerbebetriebe.

### Verkehr
Straße
Hohenecken liegt an der B 270, der Hauptverbindungsstraße von Kaiserslautern nach Pirmasens. Durch espensteig führt außerdem die Landesstraße 502. Außerdem ist die A 6 (Verbindungsstrecke von Saarbrücken nach Waidhaus an der deutsch-tschechischen Staatsgrenze) nur wenige Kilometer entfernt.
Es gibt mehrere Haltestellen für Busse der Linie 111, die von den der SWK Verkehrs-AG, einer Tochtergesellschaft der  Stadtwerke Kaiserslautern betrieben wird. Sie fährt im stündlichen, zu Berufsverkehrszeiten im halbstündlichen Takt. Nachts fährt die Linie  N 4. Die Stadtwerke Kaiserslautern (SWK) sind in den Verkehrsverbund Rhein-Neckar (VRN) integriert.
Schiene
Der Bahnhof Hohenecken war in den 1980er-Jahren stillgelegt worden. In veränderter Position wurde im Zuge des Rheinland-Pfalz-Taktes 2017 ein neuer Haltepunkt der Biebermühlbahn unter dem Namen „Kaiserslautern-Hohenecken“ dem Verkehr übergeben.

### Einrichtungen
Hohenecken hat einen Kindergarten sowie eine Grundschule mit etwa 200 Schülern, die in 12 Klassen aufgeteilt sind. Vor Ort befindet sich außerdem eine Station der Feuerwehr Kaiserslautern.

### Tourismus
Hohenecken war Station des Westpfalz-Wanderweges.

## Persönlichkeiten
- Isidor Markus Emanuel (1905–1991), Bischof, übernahm 1939 die örtliche Pfarrei
- Karl Mildenberger (1937–2018), Box-Europameister
- Alexander Müller (* 1969), Politiker (FDP), seit September 2017 Mitglied im Deutschen Bundestag, war von 1994 bis 1998 Mitglied im Ortsbeirat Hohenecken